# Opéra de Dallas
L’opéra de Dallas (en anglais Dallas Opera) est une compagnie lyrique installée à Dallas (Texas), fondée en 1957 comme la Dallas Civic Opera par Laurence Kelly et Nicola Rescigno, les deux ayant été actifs au sein du Lyric Opera of Chicago, le premier comme administrateur, le second comme directeur artistique.
De 1957 à 2009, l'opéra de Dallas a joué dans l'historique Music Hall at Fair Park. Le Margot and Bill Winspear Opera House (en) est devenu le nouveau siège à partir de la saison 2009-2010, avec notamment la première de Moby-Dick de Jake Heggie.
Keith Cerny est directeur général de la compagnie depuis 2010.
Le britannique Graeme Jenkins en fut le directeur musical de 1994 à 2013. Depuis mai 2013, son successeur est le français Emmanuel Villaume. 